# شاين ريد
شاين ريد (بالإنجليزية: Shane Reed)‏ هو تريثلت نيوزلندي، ولد في 16 يونيو 1973 في بالميرستون نورث في نيوزيلندا.

## وصلات خارجية
- شاين ريد على موقع اتحاد الترياتلون الدولي (الإنجليزية)
- شاين ريد على موقع IAT Triathlon Database (الإنجليزية)
- شاين ريد على موقع أوليمبيديا (الإنجليزية)
- شاين ريد على موقع اللجنة الأولمبية النيوزيلندية (الإنجليزية)